# Melchior Garcia Sampedro Suarez
Melchior Garcia Sampedro Suarez ou San Melchor de Quirós, en espagnol José María Díaz Sanjurjo (Né à Quirós dans les Asturies, Royaume d'Espagne, le 28 avril 1821 - mort exécuté à Nam Dinh, Tonkin, le 28 juillet 1858) est un religieux dominicain, missionnaire catholique espagnol du XIXe siècle devenu évêque et considéré comme martyr du Tonkin (actuel Vietnam) par l'Église catholique. 

## Sa vie
Après des études de philosophie et de théologie à l'Université d'Oviedo il demande à entrer chez les dominicains. Sa formation de base achevée il est ordonné prêtre en 1847. Un an plus tard il embarque à Cadix pour les Philippines. Il est d'abord employé comme professeur de philosophie à l'Université de Santo Tomas avant de se porter volontaire pour la mission dans le Tonkin. Son souhait est exaucé. Il est envoyé au Vietnam. Nous sommes en février 1849.
Au Vietnam, il s'efforce d'apprendre la langue locale et se lance dans une intense activité pastorale. En 1853 il est choisi par le pape pour devenir évêque (vicaire apostolique) du diocèse du Tonkin central. Il ne sera ordonné que le 16 septembre 1855 par Joseph Marie Diaz Sanjurjo. Joseph Marie Diaz Sanjurjo est exécuté en 1856, lui est arrêté le 8 juillet 1858, longuement torturé puis exécuté le 28 de ce même mois.
Trente ans après sa mort, ses restes sont rapatriés à Oviedo, où des funérailles solennelles auront lieu les 28 et 29 avril 1889. Ses restes sont transférés dans la cathédrale d'Oviedo et se trouvent actuellement dans la chapelle Notre-Dame de Covadonga.

## Vénération
Melchior Garcia Sampedro Suarez fut béatifié le 29 avril 1951 par le pape Pie XII et canonisé par le pape Jean-Paul II le 19 juin 1988. Il fait partie de la liste des dits 117 martyrs de Vietnam. Il est fêté le 28 juillet.